# Arrondissement Louviers
Louviers is een voormalig arrondissement in het departement Eure in de Franse regio Normandië. Het arrondissement werd op 17 februari 1800 gevormd en op 10 september 1926 opgeheven. De zes kantons werden bij de opheffing verdeeld over de arrondissementen Andelys en Évreux.

## Kantons
Het arrondissement was samengesteld uit de volgende kantons:
- kanton Gaillon - toegevoegd aan het arrondissement Andelys
- kanton Louviers - toegevoegd aan het arrondissement Andelys
- kanton Le Neubourg - toegevoegd aan het arrondissement Évreux
- kanton Pont-de-l'Arche - toegevoegd aan het arrondissement Andelys
- kanton Amfreville-la-Campagne - toegevoegd aan het arrondissement Évreux, vanaf 2006 arrondissement Bernay
- kanton Val-de-Reuil - toegevoegd aan het arrondissement Andelys